# Yuri Sedyj
Yuri Gueórguievich Sedyj (en ruso: Ю́рий Гео́ргиевич Седы́х) (Novocherkassk, óblast de Rostov, RSFSR; 11 de junio de 1955-14 de septiembre de 2021) fue un atleta soviético/ruso que representó a la URSS, especializado en el lanzamiento de martillo.

## Carrera deportiva
Sedyj se entrenó en Burevestnik y más tarde en la Sociedad deportiva de las Fuerzas Armadas en Kiev (Sedyj consiguió el rango de Mayor en el Ejército Soviético). Estableció el récord mundial actual de 86,74 m en los Campeonato Europeo de Atletismo de 1986 en Stuttgart (Alemania). Los únicos otros lanzadores de martillo en la historia del deporte en lanzar a más de 86 m son Iván Tijon (que lanzó a 86,73 m, 1 cm menos del récord mundial) y Serguéi Litvínov. 
A diferencia de muchos de los lanzadores de martillo actuales Sedyj giraba tres veces en vez de cuatro. Su entrenador Anatoli Bondarchuk es generalmente considerado como uno de los mejores entrenadores de lanzadores de martillo del mundo. 
Ganó medallas de oro Olímpicas en los Juegos Olímpicos de Montreal 1976 y los Juegos Olímpicos de Moscú 1980 así como quedó en primera posición en los Juegos de Buena Voluntad de 1986 y el Campeonato mundial de atletismo de 1991.
Celebraba un campamento de lanzamiento de martillo anual en los Estados Unidos. Estuvo entrenando a un lanzador de martillo finlandés. Su compatriota y rival, Serguéi Litvínov, está actualmente entrenando a bielorrusos, incluyendo a Tijon. 
La técnica de Yuri se centraba en 'empujar' a la bola a la izquierda y dejar que el martillo te gire, mientras Litvínov defiende acelerar uniformemente el martillo. 

## Vida personal
Sedyj estuvo casado con la velocista Liudmila Kondrátieva, campeona olímpica de 100 m en Moscú 1980. con quien tuvo una hija, Oksana. Posteriormente se casó con la plusmarquista mundial de peso, Natalia Lisovskaya, también campeona olímpica en Seúl 1988. Sus dos hijas, Oksana y Alexia, han sido lanzadoras de martillo de nivel internacional.
Sedyj y su familia vivían en París, Francia, donde Yuri enseñaba a prepararse físicamente a nivel universitario.